# Corporario da Ribeira
Corporario é uma localidade espanhola do município de Aldeiadávila da Ribera, na província de Salamanca, comunidade autónoma de Castela e Leão. Integra-se dentro da comarca de Vitigudino e a subcomarca de A Ribeira (As Arribas). Pertence ao partido judicial de Vitigudino.